# Vertretung des Landes Rheinland-Pfalz in Berlin

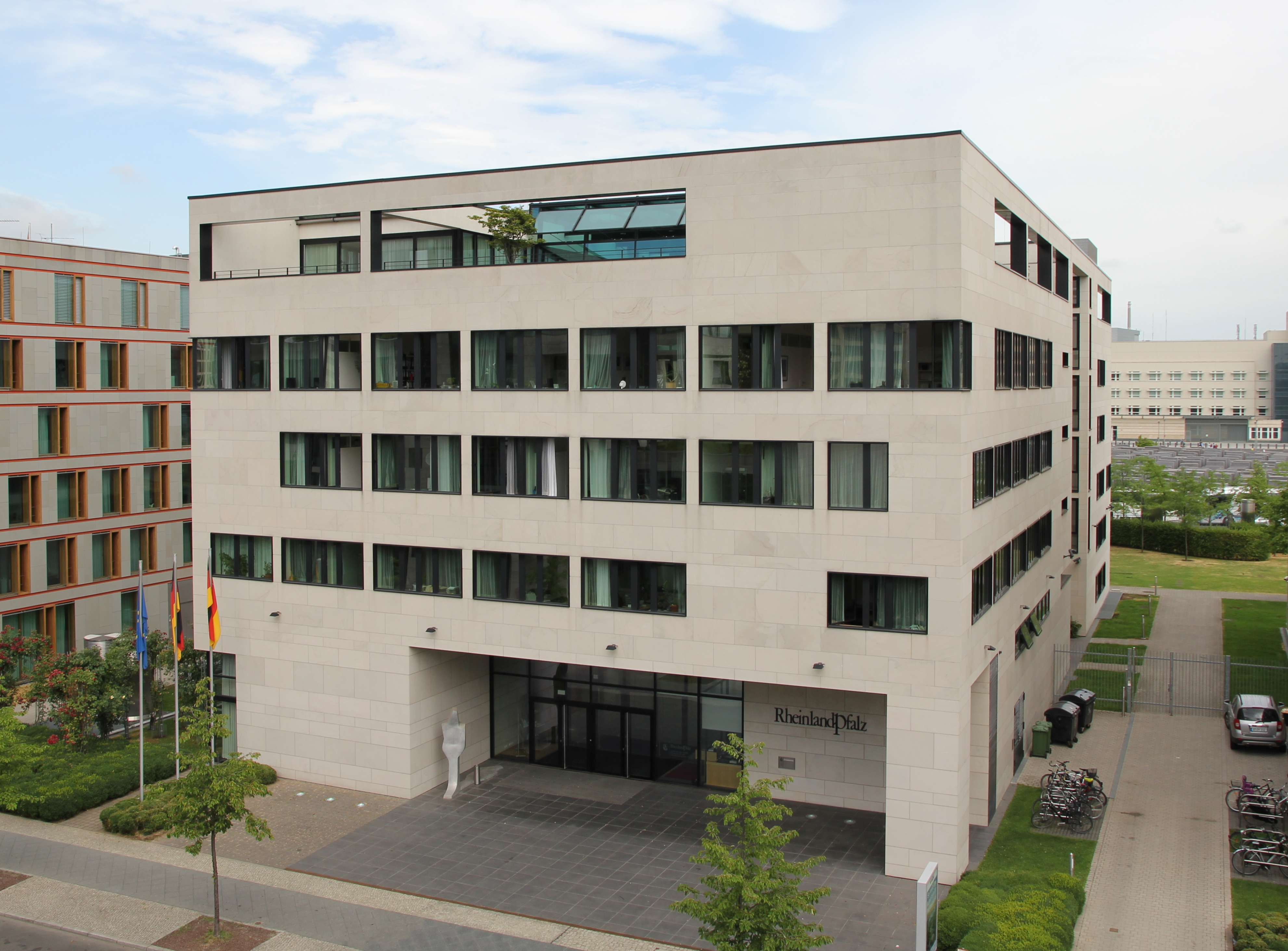
Die Landesvertretung von Rheinland-Pfalz in den Ministergärten

Die Vertretung des Landes Rheinland-Pfalz beim Bund und bei der Europäischen Union liegt in der Straße „In den Ministergärten“ im Berliner Bezirk Mitte. Sie wurde im Dezember 2000 im Zuge des Regierungsumzugs vom rheinland-pfälzischen Ministerpräsidenten Kurt Beck als Ersatz für die Landesvertretung von Rheinland-Pfalz in Bonn eröffnet. In direkter Nachbarschaft finden sich außerdem die Vertretungen der Länder Niedersachsen, Schleswig-Holstein, Hessen, Mecklenburg-Vorpommern, Brandenburg und dem Saarland.

## Allgemeines
Die Vertretung des Landes Rheinland-Pfalz engagiert sich für die Interessen des Landes gegenüber dem Bund und der Europäischen Union. Sie ist sowohl in der Bundeshauptstadt Berlin als auch in der „europäischen Hauptstadt“ Brüssel vertreten. Sie arbeitet eng mit den anderen Ländern und der Bundesregierung zusammen und wirbt für Bundesratsinitiativen des Landes Rheinland-Pfalz. Sie wirkt als Schnittstelle des Landes zur Bundespolitik und hält somit den Kontakt zwischen Bundesland, Bundesrepublik und Europa.
Organisatorisch gesehen gehört die Landesvertretung zur Staatskanzlei. Sie wird seit dem 15. Juli 2015 von Staatssekretärin Heike Raab geleitet. Raab ist die Bevollmächtigte des Landes beim Bund und für Europa, für Medien und Digitales. Sie ist direkt dem Ministerpräsidenten Alexander Schweitzer unterstellt.

## Aufgaben
Ca. 50 Mitarbeiter kümmern sich in verschiedenen Abteilungen um die zu erfüllenden Aufgaben. 

### 1. Bundesangelegenheiten
Die Landesvertretung arbeitet sehr eng mit dem Bundestag und dem Bundesrat zusammen. Sie organisiert die Teilhabe des Landes am Gesetzgebungsprozess über den Bundesrat. Hierfür ist die Abteilung für Bundesangelegenheiten zuständig. Die Referenten sind in die Bundesrats- und Bundestagsausschüsse eingebunden und vertreten die Interessen des Landes. Zudem hat jedes Land die Möglichkeit, selbst Gesetzesentwürfe zu verfassen und dem Bundesrat vorzulegen.

### 2. Europaangelegenheiten
Die Europaabteilung leistet für die/den Bevollmächtigte/n und die/den Ministerpräsidentin/en die europapolitische Grundsatzarbeit. Sie betreut zudem die Europaausschüsse des Bundesrats, des Bundestages und des Landtags von Rheinland-Pfalz. Damit wirkt sie als eine Art Schnittstelle zwischen dem Land und der Politik auf europäischer Ebene und vertritt die Ansichten und Belange des Landes Rheinland-Pfalz in der Europapolitik. Außerdem kann die Vertretung in Brüssel die Landesregierung frühzeitig über europapolitische Entwicklungen informieren.

### 3. Kultur
Die Landesvertretung lädt zu Konzerten, Ausstellungen, Podiumsdiskussionen und anderen kulturellen Veranstaltungen. Sie repräsentiert dadurch das Land und wirbt für die Stärken von Rheinland-Pfalz. So fungiert die Landesvertretung als eine Art politisches, wirtschaftliches und kulturelles Schaufenster für Rheinland-Pfalz.

## Gebäude
Nach einem europaweit ausgeschriebenen Architekturwettbewerb gewann der Entwurf des Stuttgarter Büros Heinle, Wischer und Partner. Als Bauherr trat der Landesbetrieb Liegenschafts- und Baubetreuung auf. Der funktionale Bau im Bauhausstil mit 2250 m² wurde innerhalb von zwei Jahren fertiggestellt. Im Mittelpunkt der Architektur steht ein mehrgeschossiges, lichtdurchflutetes Atrium, um das sich sowohl die Büros der 60 Beschäftigten als auch die Veranstaltungsräume anordnen. Die nach Norden ausgerichtete Glasfassade bietet von allen Etagen einen freien Blick in den Garten, über das Holocaust-Mahnmal bis zum Reichstagsgebäude.
Rheinland-Pfalz legte besonderen Wert auf ein umweltschonendes Energiekonzept. Klimatisierung durch Nachtluftspülung und Kühldecken sowie Regenwassernutzung sind hierfür einige Beispiele.

## Leitung der Landesvertretung
Die Leitung der Landesvertretung und der oder die Bevollmächtigte des Landes Rheinland-Pfalz beim Bund und für Europa:
1. 2000 bis 18. Mai 2011: Karl-Heinz Klär (Staatssekretär) (war bereits seit 1994 Bevollmächtigter des Landes beim Bund und für Europa)
2. 18. Mai 2011 bis 12. November 2014: Margit Conrad (Staatsministerin)
3. 12. November 2014 bis 15. Juli 2015: Jacqueline Kraege (Staatssekretärin)
4. seit 15. Juli 2015: Heike Raab (Staatssekretärin)